# In ogni senso
In ogni senso ist das fünfte Studioalbum von Eros Ramazzotti. Es wurde am 10. April 1990 von Sony BMG Music Entertainment veröffentlicht. Es erschien auch eine spanische Version, En todos los sentidos.

## Entstehung
Das Album wurde mit Piero Cassano im Fonoprint, Bologna, dem Logic Studio und dem Mayday Studio in Mailand, den bekannten Abbey Road Studios, London, England, sowie den Paradise Studios, Monaco aufgenommen. Ramazzotti und Cassano komponierten auch die Musik, die Texte schrieb Ramazzotti mit Adeglio Cogliati. Das Stück Dolce Barbara ist laut Booklet „dedicata alla mamma di Barbara di Caserta“. Es ist der Mutter eines jungen, früh verstorbenen Mädchens aus Caserta gewidmet, die Ramazzotti erzählt hatte, wie sehr sie seine Lieder liebte.

## Titelliste
| #  | Titel                      | Autor(en)                                       | Produzent(en)                  | Länge |
| -- | -------------------------- | ----------------------------------------------- | ------------------------------ | ----- |
| 1  | Se bastasse una canzone    | Eros Ramazzotti, Piero Cassano, Adelio Cogliati | Eros Ramazzotti                | 5:06  |
| 2  | C’è una strada in cielo    | Eros Ramazzotti, Piero Cassano, Adelio Cogliati | Piero Cassano                  | 4:21  |
| 3  | Amore contro               | Eros Ramazzotti, Piero Cassano, Adelio Cogliati | Piero Cassano                  | 4:24  |
| 4  | Dammi la luna              | Eros Ramazzotti, Piero Cassano, Adelio Cogliati | Piero Cassano                  | 3:49  |
| 5  | Taxi Story                 | Eros Ramazzotti, Piero Cassano, Adelio Cogliati | Piero Cassano                  | 3:59  |
| 6  | Dolce Barbara              | Eros Ramazzotti, Piero Cassano, Adelio Cogliati | Piero Cassano                  | 4:05  |
| 7  | Amarti è l'immenso per me  | Eros Ramazzotti, Piero Cassano, Adelio Cogliati | Piero Cassano                  | 4:22  |
| 8  | Canzoni lontane            | Eros Ramazzotti, Piero Cassano, Adelio Cogliati | Piero Cassano                  | 4:49  |
| 9  | Cara prof                  | Eros Ramazzotti, Piero Cassano, Adelio Cogliati | Piero Cassano                  | 3:58  |
| 10 | Cantico                    | Eros Ramazzotti, Piero Cassano, Adelio Cogliati | Piero Cassano                  | 5:44  |
| 11 | Oggi che giorno è          | Eros Ramazzotti, Piero Cassano, Adelio Cogliati | Piero Cassano                  | 4:33  |
| 12 | Andare... in ogni senso    | Eros Ramazzotti, Piero Cassano, Adelio Cogliati | Piero Cassano                  | 2:20  |
|    | Bonus-Track                |                                                 |                                |       |
| 13 | La luce buona delle stelle |                                                 |                                | 4:15  |
| 14 | Ma che bello questo amore  | Eros Ramazzotti, Piero Cassano, Adelio Cogliati | Eros Ramazzotti                | 4:08  |
| 15 | Adesso tu                  | Eros Ramazzotti, Piero Cassano, Adelio Cogliati | Eros Ramazzotti                | 5:05  |
| 16 | Una storia importante      | Eros Ramazzotti, Piero Cassano, Adelio Cogliati | Eros Ramazzotti, Piero Cassano | 4:06  |

## Rezeption
Alex Henderson von Allmusic schrieb aus amerikanischer Perspektive, dass „this ballad-heavy CD“ „sounds very much like what you'd hear on a typical adult contemporary station in Boston or Chicago - except that most of the lyrics are in Italian.“ Aus seiner Sicht tendierten die Songs dazu, „bland and generic“, „langweilig und allgemein gehalten“ zu sein, wenngleich Ramazzotti „keine schlechte Stimme“ habe. Er bewertete das Album mit drei von fünf Sternen.

## Kommerzieller Erfolg

### Chartplatzierungen

#### Album
| ChartsChartplatzierungen | Höchstplatzierung | Wochen |
| ------------------------ | ----------------- | ------ |
| Deutschland (GfK)        | 2 (53 Wo.)        | 53     |
| Italien (M&D)            | 1 (29 Wo.)        | 29     |
| Österreich (Ö3)          | 5 (23 Wo.)        | 23     |
| Schweiz (IFPI)           | 1 (30 Wo.)        | 30     |
| Spanien (Promusicae)     | 3 (36 Wo.)        | 36     |

| ChartsJahrescharts (1990) | Platzierung |
| ------------------------- | ----------- |
| Deutschland (GfK)         | 8           |
| Österreich (Ö3)           | 14          |
| Schweiz (IFPI)            | 3           |

| ChartsJahrescharts (1991) | Platzierung |
| ------------------------- | ----------- |
| Deutschland (GfK)         | 100         |

#### Singles
| Jahr | Titel                   | Höchstplatzierung, Gesamtwochen, AuszeichnungChartplatzierungen (Jahr, Titel, , Platzierungen, Wochen, Auszeichnungen, Anmerkungen) | Höchstplatzierung, Gesamtwochen, AuszeichnungChartplatzierungen (Jahr, Titel, , Platzierungen, Wochen, Auszeichnungen, Anmerkungen) | Höchstplatzierung, Gesamtwochen, AuszeichnungChartplatzierungen (Jahr, Titel, , Platzierungen, Wochen, Auszeichnungen, Anmerkungen) | Anmerkungen |
| Jahr | Titel                   | DE | AT | CH | Anmerkungen |
| ---- | ----------------------- | --- | --- | --- | ----------- |
| 1990 | Se bastasse una canzone | DE19 (27 Wo.)DE | AT15 (15 Wo.)AT | CH7 (20 Wo.)CH |             |

### Auszeichnungen für Musikverkäufe
In ogni senso wurde weltweit mit 2× Gold und 7× Platin ausgezeichnet. Damit verkaufte sich das Album laut Auszeichnungen über 1,0 Millionen Mal (inklusive Premium-Streaming)

| Land/Region          | Auszeichnungen für Musikverkäufe (Land/Region, Auszeichnung, Verkäufe) | Verkäufe  |
| -------------------- | ---------------------------------------------------------------------- | --------- |
| Deutschland (BVMI)   | Platin                                                                 | 500.000   |
| Frankreich (SNEP)    | Gold                                                                   | 100.000   |
| Niederlande (NVPI)   | Platin                                                                 | 100.000   |
| Österreich (IFPI)    | Gold                                                                   | 25.000    |
| Schweiz (IFPI)       | 3× Platin                                                              | 150.000   |
| Spanien (Promusicae) | 2× Platin                                                              | 200.000   |
| Insgesamt            | 2× Gold · 7× Platin ·                                                  | 1.075.000 |

Hauptartikel: Eros Ramazzotti/Auszeichnungen für Musikverkäufe